# Muswellbrook (stacja kolejowa)
Muswellbrook – stacja kolejowa w miejscowości Muswellbrook, w stanie Nowa Południowa Walia, w Australii. Otwarcie stacji nastąpiło 19 maja 1869 roku.

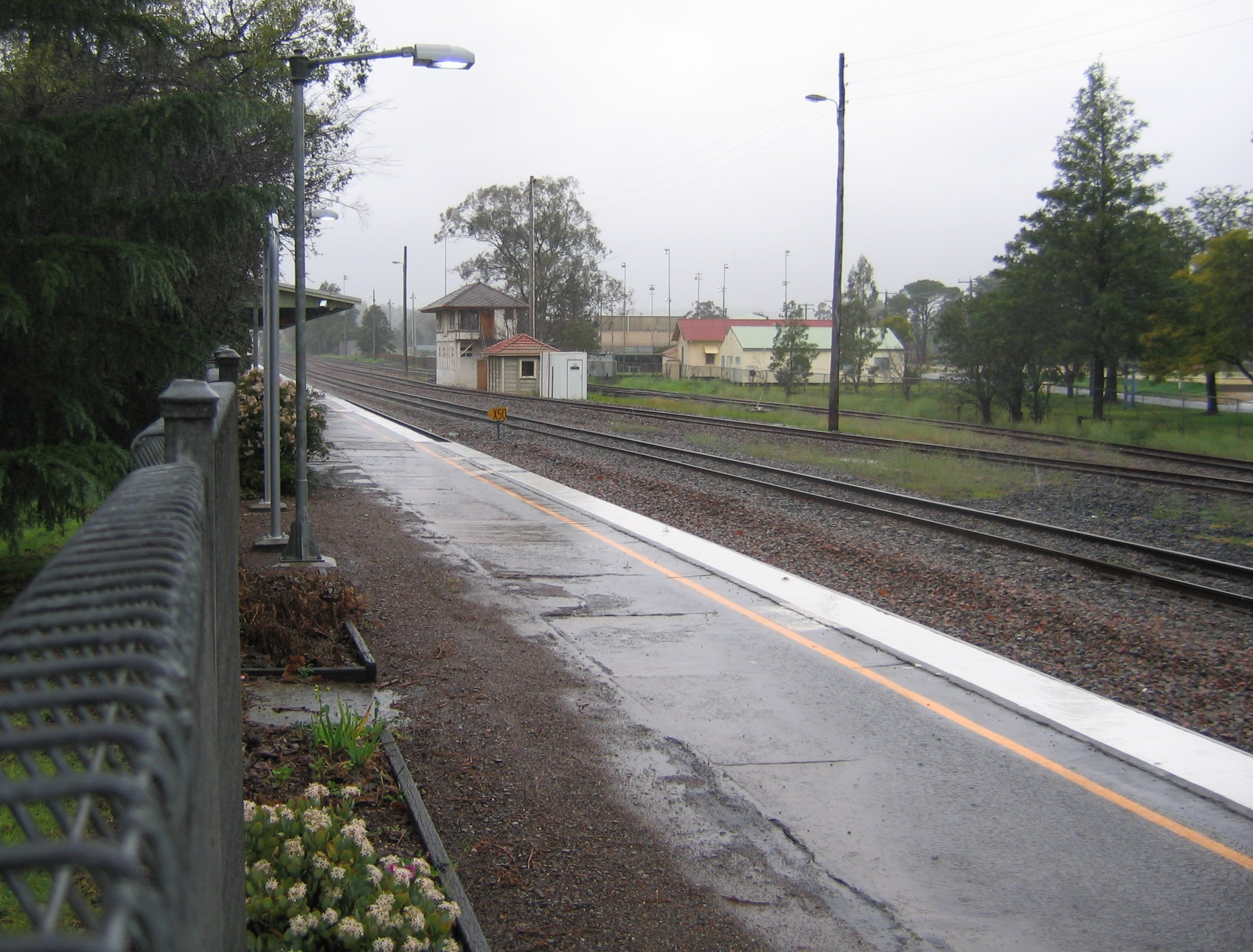

## Peron i usługi
Stacja ma jeden działający peron i jeden zamknięty na południowym krańcu. Muswelbrook jest obsługiwany przez pociągi NSW TrainLink linii Hunter kursujące między Hamilton (Newcastle) i Scone. Istnieją trzy połączenia w każdym kierunku w dni powszednie, a dwa w weekendy. Ponadto w dni powszednie istnieje połączenie, która kończy/rozpoczyna się Muswellbrook.
Przez wiele lat w latach 80. XX wieku stacja była zamknięta, a transport był prowadzony drogą samochodową. Odnowiona stację otwarto ponownie 14 marca 1988 roku.
Jest również obsługiwana przez codziennie połączenie New South Wales Xplorer w kierunku północnym do Armidale i Moree z połączeniem do Sydney.
Na początku 2007 roku, Australian Rail Track Corporation rozpoczęło pracę nad wydłużeniem mijanki na stacji tak, aby pomieścić 1500 metrowe pociągi. Po zakończeniu, pociągi towarowe będą przejeżdżać przez obszar stacji przy prędkości 80 km/h, poprawiając czas podróży.